# 進入彩色時代
〈進入彩色時代〉（英語：Now in Color）是美國超級英雄類型的迷你網路影集《汪達幻視》的第三集，本集由梅根·麥克唐納編劇，麥特·夏克曼執導，於2021年1月22日在Disney+首播。本集为漫威電影宇宙的系列作品之一，與漫威電影宇宙系列電影處於同一架空世界和共同世界。伊莉莎白·歐森和保羅·貝特尼繼續分別飾演在漫威電影宇宙系列電影中的角色汪達·麥西莫夫和幻視，主演還包括泰娜·帕麗斯和凱薩琳·哈恩。本集講述汪達很快生下一對雙胞胎男嬰，幻視見到鄰居艾格妮絲談論潔拉汀的神秘來歷，潔拉汀被「拋出」西景鎮，天劍局的大批特工在外接應。

## 劇情
1970年代，由於汪達·麥西莫夫突然懷孕，幻視請來尼爾森醫生前來為汪達檢查身體。尼爾森證實汪達的身體狀況一切正常，而且已經有四個月的身孕。幻視出門送走尼爾森時，尼爾森稱正在準備與妻子前去百慕達度假。幻視看到鄰居阿荷在修剪花草时用電鋸割开兩家之間的隔離牆并提醒了他，但阿荷听完仍继续锯下去。汪達和幻視開始學習備孕知識，同時佈置好嬰兒房。兩人在孩子起名的問題上發生爭執，汪達希望叫湯米，而幻視希望叫比利。汪達的懷孕時間突然達到六個月，身體出現假性宮縮。受到刺激的汪達意外使用意念關停整個小鎮的電力，幻視認為小镇的人们迟早会发现他们的秘密，也表示发生的一切有些不对劲，但这段对白被汪達“剪掉”以让对话“正常”。汪達突然感到羊水破了，幻視前去尋找尼爾森醫生。此時，潔拉汀拜訪汪達。起初汪達用大衣遮蓋自己的身體，設法掩蓋自己懷孕的事實，期间甚至还有白鹳（送子鸟）的出现。汪達剧痛难忍，终于被潔拉汀發現真相。她幫助汪達順利生下一個男嬰湯米。幻視帶著尼爾森醫生回到家中，汪達生下第二個男嬰比利。
安置好兩個嬰兒後，幻視送走尼爾森，見到艾格妮絲和阿荷在竊竊私語，他們正在談論潔拉汀，並模糊告知幻視她的到來與這裡有關，隨後兩人匆匆離開。汪達告訴潔拉汀，她同樣有個雙胞胎哥哥皮特洛，潔拉汀詢問她是否記得奧創殺死了皮特洛。汪達開始質疑她的真实身份，同時注意到潔拉汀的胸前戴有天劍局標誌裝飾的吊墜。幻視回到家中，沒見到潔拉汀，汪達稱「她必須得回家了」。潔拉汀最后被「拋出」西景鎮，通過一面類電視雜訊的「牆」回到現實，天劍局的大批特工前往接應。
情景喜劇《汪達幻視》的中場廣告為「九頭蛇浴盐」。

## 製作

### 開發
2018年10月，漫威影業確定開發以漫威電影宇宙系列電影中的角色「緋紅女巫」汪達·麥西莫夫和幻視為主角的迷你網路影集，伊莉莎白·歐森和保羅·貝特尼回歸分別領銜出演汪達和幻視。2019年8月，麥特·夏克曼確認執導《汪達幻視》。夏克曼、首席編劇潔克·薛佛、凱文·費吉與漫威影業的路易斯·德·埃斯波西托（Louis D'Esposito）以及維多莉亞·阿隆索共同擔當執行製片人:50。凱文·費吉表示影集兼具「經典的情景喜劇」和「漫威史詩」的特色，向多個年代和多種類型的美國電視節目致敬。本集由梅根·麥克唐納編劇，向20世紀70年代作品致敬，畫面由黑白轉變為彩色。

### 劇本
首席編劇潔克·薛佛稱，影集除了向過去的電視節目致敬之外，還將「嘗試開拓新領域」。主演保羅·貝特尼稱《汪達幻視》向多個年代和多種類型的美國電視節目致敬，其中〈進入彩色時代〉由黑白畫面轉變為彩色畫面，向《脫線家族》、《好時光》和《瑪麗·泰勒·摩爾秀》等20世紀70年代情景喜劇致敬。主演泰娜·帕麗斯透露影集中「一系列的元素和人物之間的矛盾衝突」借鑒自《脫線家族》和《好時光》，並且引用《好時光》中主要角色塞爾瑪（Thelma）和威洛娜（Willona）的名字。凱文·費吉透露本集中插播的虛構中場廣告「為揭示影集的真實故事提供線索」。

### 選角
本集的主要角色包括伊莉莎白·歐森飾演的汪達·麥西莫夫、保羅·貝特尼飾演的幻視、泰娜·帕麗斯飾演的「潔拉汀」／莫妮卡·藍博和凱薩琳·哈恩飾演的艾格妮絲:27:03-27:20。此外，艾瑪·考爾菲德飾演多蒂·瓊斯（Dottie Jones），大衛·佩頓（David Payton）飾演阿荷（Herb），大衛·倫格爾（David Lengel）飾演菲爾·瓊斯（Phil Jones），蘭迪·奧格斯比飾演尼爾森醫生（Doctor Nielson），蘿絲·比安科（Rose Bianco）飾演尼爾森夫人（Mrs. Nielson），伊塔馬爾·恩里克斯（Ithamar Enriquez）、衛斯理·基墨（Wesley Kimmel）、辛德妮·湯瑪斯（Sydney Thomas）和維多利亞·布萊德（Victoria Blade）出演中場廣告。

### 拍攝
本集在佐治亞州亞特蘭大的松林製片廠拍攝，麥特·夏克曼擔當導演，傑斯·霍爾擔當攝影指導。製作組受2019冠狀病毒病疫情影響暫停作業之後，本集在洛杉磯重啟補拍作業:50。在拍攝20世紀50年代至70年代的場景中，製作組採用鎢絲燈照明:6。

### 特效
後期特效製作公司包括怪物外星人機器人喪屍（Monsters Aliens Robots Zombies）、和:29:21-29:36。

## 音樂
克里斯托弗·貝克為影集作曲，勞勃·羅培茲和克莉絲汀·安德森-羅培茲為影集創作主題曲。頑童合唱團演唱的〈白日夢信徒〉出現於本集之中。本集音樂原聲帶於2021年1月29日由漫威音樂和好萊塢唱片聯合發行。
| 曲序     | 曲目     | 时长  |
| -------- | -------- | ----- |
| 1.       | （）     | 1:07  |
| 2.       |          | 1:06  |
| 3.       |          | 1:17  |
| 4.       |          | 0:39  |
| 5.       |          | 0:49  |
| 6.       |          | 0:52  |
| 7.       |          | 1:27  |
| 8.       |          | 1:44  |
| 9.       |          | 3:30  |
| 总时长： | 总时长： | 12:31 |

## 市場營銷
2020年12月初，漫威陸續公佈分別以20世紀50年代至21世紀初為主題的6幅海報，其中元素的變化展現時間流逝以及劇情進展。

## 發行
〈進入彩色時代〉於2021年1月22日在Disney+首播。

## 迴響
〈進入彩色時代〉得到整體好評。根据評論匯總网站爛番茄汇总的26篇评论文章，85%的评论家给予该作正面评价，平均打分为7.2分（满分10分）。

## 備註
1. ↑  湯米和比利分別是漫畫中疾速（英语：Speed (Marvel Comics)）和巫術的名字，他們是汪達和幻視的兒子[1]。
2. ↑  參見2015年電影《復仇者聯盟2：奧創紀元》[1]。

## 資料來源
1. 1 2  Agard, Chancellor. . Entertainment Weekly. 2021-01-22  [2021-01-22]. （原始内容存档于2021-01-23） （美国英语）.
2. ↑  Kroll, Justin. . Variety. 2018-09-18  [2018-09-18]. （原始内容存档于2018-09-19） （美国英语）.
3. ↑  Sciretta, Peter. . /Film. 2018-10-30  [2018-11-01]. （原始内容存档于2018-10-31） （美国英语）.
4. 1 2  Fischer, Jacob. . Discussing Film. 2019-08-21  [2019-08-24]. （原始内容存档于2019-08-24） （美国英语）.
5. ↑  Reinstein, Mara. . Emmy. 2020-12-16  [2020-12-19]. （原始内容存档于2020-12-19） （美国英语）.
6. ↑  Kit, Borys. . The Hollywood Reporter. 2019-01-09  [2019-01-10]. （原始内容存档于2019-01-10） （美国英语）.
7. ↑  Dinh, Christine. . Marvel.com. 2019-11-13  [2019-11-14]. （原始内容存档于2019-11-14） （美国英语）.
8. 1 2  Reinstein, Mara. . Emmy. Vol. XLII no. 12. 2020: 42–50. （原始内容存档于2020-12-20） （美国英语）.
9. ↑  Couch, Aaron. . The Hollywood Reporter. 2019-08-23  [2019-08-23]. （原始内容存档于2019-08-23） （美国英语）.
10. 1 2 3  Radish, Christina. . Collider. 2020-11-25  [2020-12-12]. （原始内容存档于2020-12-07） （美国英语）.
11. ↑  Kaye, Don. . Den of Geek. 2021-01-22  [2021-01-24]. （原始内容存档于2021-01-24） （美国英语）.
12. 1 2 3  Baysinger, Tim. . TheWrap. 2021-01-10  [2021-01-10]. （原始内容存档于2021-01-11） （美国英语）.
13. ↑  Coggan, Devan. . Entertainment Weekly. 2020-11-10  [2020-11-10]. （原始内容存档于2020-11-10） （美国英语）.
14. ↑  Framke, Caroline. . Variety. 2021-01-14  [2021-01-14]. （原始内容存档于2021-01-14） （美国英语）.
15. ↑  Mitovitch, Matt Webb. . TVLine. 2021-01-20  [2021-01-20]. （原始内容存档于2021-01-21） （美国英语）.
16. ↑  Radish, Christina. . Collider. 2021-01-11  [2021-01-11]. （原始内容存档于2021-01-12） （美国英语）.
17. 1 2  Hood, Cooper. . Screen Rant.   [2021-01-22]. （原始内容存档于2021-01-22） （美国英语）.
18. 1 2  McDonnell, Megan. . . 第1季. 第3集. 2021-01-22  [2021-01-23]. Disney+. （原始内容存档于2021-03-11） （美国英语）.片尾演職員表於25:45開始。
19. ↑  Barnhardt, Adam. . ComicBook.com. 2019-09-09  [2019-10-21]. （原始内容存档于2019-09-20） （美国英语）.
20. ↑  Davids, Brian. . The Hollywood Reporter. 2021-01-15  [2021-01-15]. （原始内容存档于2021-01-15） （美国英语）.
21. ↑  Dominick, Nora; Zamora, Christian; Dahle, Brenden. . Buzzfeed. 2021-01-15  [2021-01-16]. （原始内容存档于2021-01-15） （美国英语）.
22. ↑   (PDF). Disney Media and Entertainment Distribution.   [2021-01-11]. （原始内容存档 (PDF)于2021-01-08） （美国英语）.
23. ↑  Frei, Vincent. . Art of VFX. 2021-01-05  [2021-01-15]. （原始内容存档于2021-01-13） （美国英语）.
24. ↑  Workman, Robert. . SuperheroHype!. 2020-01-21  [2020-01-21]. （原始内容存档于2020-01-22） （美国英语）.
25. ↑  Taylor, Drew. . Collider. 2021-01-04  [2021-01-04]. （原始内容存档于2021-01-04） （美国英语）.
26. ↑  Robinson, Stephen. . The A.V. Club. 2021-01-22  [2021-01-22]. （原始内容存档于2021-01-23） （美国英语）.
27. ↑  . Film Music Reporter. 2021-01-28  [2021-01-28]. （原始内容存档于2021-01-28） （美国英语）.
28. ↑  Pulliam-Moore, Charles. . io9. 2020-12-09  [2020-12-10]. （原始内容存档于2020-12-10） （美国英语）.
29. ↑  Griffin, David. . IGN. 2021-01-15  [2021-01-18]. （原始内容存档于2021-01-18） （美国英语）.
30. ↑  . Rotten Tomatoes. Fandango Media.   [2021-09-01].

## 外部連結
- 互联网电影数据库上進入彩色時代的资料（英文）